# 胡美芳
胡美芳(1926年11月20日—2009年11月7日)，1926年出生在日本和歌山市，父亲是中国人，母亲也是中国人，家里的境况不是很好， 父母开了家理髮廳。因為父親曾做過華僑總會會長的關係，被日本当局視為中國間諜，一家人常被遭遇到日本憲兵的迫害，故1941年全家搬回上海。
1943年胡美芳單身到北京進入日本人办的藝術學校「北京藝文」，開始學習聲樂和表演。还时常到些著名的舞厅去演唱，并且到唱片公司灌录了几张唱片，但反响不大，没挤身于上海滩红歌星的行列之中。
而戰後又被国民政府当为日本間諜因此受到迫害，1945年她只好同日本人以假結婚的名義, 獨自一人去了日本，不久并加入了日本国籍。
在1952年成為日本古倫美亞的專屬歌手后，天生就有较好的又经过专业聲樂训练过的嗓子， 翻唱了很多李香蘭與渡边滨子的歌，一下火红了起来，知名度能和李香蘭與渡边滨子齐名，同时还参加演出了《從上海歸來的莉露》《憲兵與幽靈》等多部电影，后来她投奔百代唱片公司旗下，录制了“女人心”“期待”“愛他愛他”“靜靜地輕輕地”等多张单曲唱片，也成为了日本仅有的早期华裔天皇巨星，她还去台湾和东南亚观光演唱，受到大家一致的好评和欢迎，被誉为“华侨歌星”，在中日二国关系和好后1978年她才回中國上海探親, 同離別了近34年的親人再相逢。
2006年因身患膠原病故退出歌壇。
2009年11月7日因肺炎在东京去世，享年82歲。

## 代表曲目
- アメイジング·グレイス
- 薔薇薔薇處處開
- 夜来香
- 蘇州夜曲
- 孟姜女～萬里長城哀歌～
- 台灣鳳凰花
- シナの夜
- 遙遠一粒星（いとしあの星）
- 草原情歌
- 雨夜花
- 何日君再来
- サヨンの鐘
- 青春日記
- わたしは生きてます
- ライムライト（Eternally）
- 梅花譜
- 海路遥かに
- 幻想的上海
- 紅睡蓮（紅い睡蓮）
- 燃える上海
- 夜霧の馬車
- 迎春花
- 春怨花
- 女人心（女心の唄）
- 期待
- 愛他愛他（愛して愛して愛しちゃったのよ）
- 靜靜地輕輕地
- 太湖船
- 玫瑰玫瑰我愛你
- 三聲無奈
- 山地杵歌
- 香港情景（香港スーベニール）
- 長崎之蝶（長崎のお蝶さん）
- 秋詞
- 蘇州之夜
- 二人だけの夜
- 台灣樂しや（寶島台灣）
- 南國新娘（南の花嫁さん）
- 中國姑娘（滿州娘）
- 夢中人
- 長崎物語
- 長崎よかおなご
- 夜霧の馬車
- 上海ルムバ
- 懷かしの上海
- 淚の姑娘
- チンチン中國娘
- 上海タンゴ
- 夜來香の女
- 賣糖歌
- 戒煙歌
- 教我如何不想你
- 朝靜かに
- 北國之春
- 愛、そして愛